# 퍼스트 포지션
퍼스트 포지션(First Position)은 2011년 개봉한 미국의 다큐멘터리 영화이다. 유스 아메리카 그랑프리에 참가하기 위해 노력하는 6명의 발레댄서들의 이야기를 담고 있다.

## 출연

### 주연
- 아란 벨
- 가야 보머 예미니
- 미코 포가티
- 줄스 자비스 포가티
- 조안 세바스찬 자모라
- 미카엘라 드 프린스

## 기타
- 프로듀서: 로즈 카이올라
- 프로듀서: 베스 카그맨
- 프로듀서: 제닐린 머튼
- 내레이션글: 노경희
- 녹음연출: 노경희